# Día Nacional de Groenlandia
El Día Nacional de Groenlandia (en groenlandés: Ullortuneq, lit. 'El día más largo') es la fiesta nacional celebrada en dicho país, el cual coincide con el solsticio de verano.
Fue celebrado por primera vez en el año 1983, y fue en esta misma fecha, en 2008, donde fue celebrado el referéndum en el cual Groenlandia obtuvo autonomía.

## Costumbres
En este día, Los groenlandeses realizan varias actividades, en las que se pueden encontrar: cantos matutinos, café, bailes de música folk, atuendos tradicionales, el alzamiento de la bandera y el Kayaking.

Bandera groenlandesa

## Curiosidades
En este día también es celebrado el día de la bandera en Dinamarca desde el año 2016, en el cual las autoridades estatales de dicho país alzan también la bandera groenlandesa.